# WeatherTech Raceway Laguna Seca
El WeatherTech Raceway Laguna Seca, anteriormente conocida como Laguna Seca Raceway, es un autódromo situado en Monterrey, estado de California, Estados Unidos. El trazado principal tiene una longitud de 3.602 metros. Su récord de vuelta más rápida oficial lo ostenta Hélio Castroneves, de 1'07.722 a un promedio de 191,4 km/h, logrado en la clasificación del Gran Premio de Monterey de 2000 de la CART. En unos test privados de la Scuderia Ferrari de F1, el español Marc Gené consiguió un tiempo no oficial de 1'05.78 pilotando un Ferrari V10.
Desde su apertura en el año 1957, el circuito de Laguna Seca ha albergado carreras de numerosos campeonatos, entre ellos la CART, el Campeonato Mundial de Motociclismo (Gran Premio de Estados Unidos de Motociclismo, entre 1988 y 1994, y luego desde 2005), el Campeonato Mundial de Superbikes (desde 1995 hasta 2004), la Fórmula 5000 Estadounidense (desde 1968 hasta 1975), el Campeonato IMSA GT (entre 1974 y 1987, en 1989, desde 1991 hasta 1994, en 1997 y 1998), la American Le Mans Series (a partir de 1999) y la Rolex Sports Car Series (desde 2005 hasta 2009). 

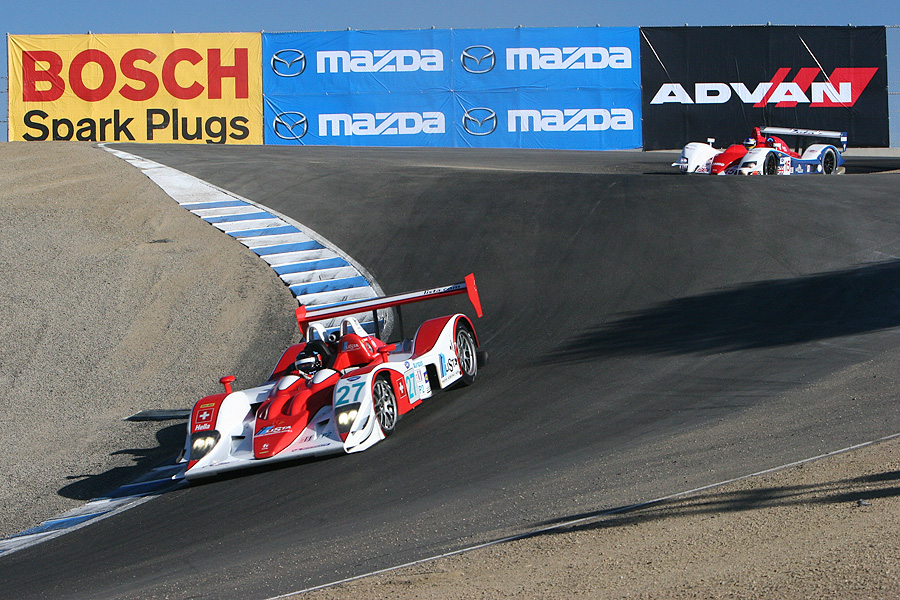
El "sacacorchos".

La curva 8, llamada Corkscrew ("sacacorchos"), es una famosa chicane cuya forma se asemeja a este utensilio. Esta es a ciegas con un drástico cambio de nivel. En la carrera de la CART de la temporada 1996, el italiano Alex Zanardi adelantó al estadounidense Bryan Herta por fuera del asfalto en la última vuelta, y en la de 1999 falleció el piloto uruguayo Gonzalo Rodríguez tras salirse de la pista y volcar por encima de las vallas de protección. En 2008 Valentino Rossi adelantó a Casey Stoner en el "sacacorchos" por fuera de la pista, ganó esa carrera y dando la vuelta de honor se bajó de la motocicleta y besó el "sacacorchos". En 2013 Marc Márquez adelantó a Valentino Rossi por fuera del sacacorchos, aunque adelantó al líder Stefan Bradl en la ultíma curva para ganar.

## Gran Premio de Monterey
El Gran Premio de Monterey es una carrera de automovilismo de velocidad que se disputó ininterrumpidamente desde 1960 hasta 2004 bajo distintos reglamentos y campeonatos. Surgió como una carrera de automóviles deportivos: las tres ediciones formaron parte del USAC Road Racing Championship, las tres ediciones no fueron puntuables para ningún campeonato, y desde 1966 hasta 1973 formó parte de la CanAm. En 1974 y 1975, luego de que la CanAm desapareciera, el Gran Premio de Monterey fue puntuable para la Fórmula 5000 Estadounidense, una categoría de monoplazas. El Campeonato IMSA GT disputó la carrera en 1976 y 1977 con gran turismos (lo mismo ocurriría en 1989). Luego, la renacida CanAm lo hizo con monoplazas con carrocería de sport prototipos desde 1978 hasta 1982. Finalmente, entre 1983 y 2004, el Gran Premio de Monterey volvió a ser una carrera de monoplazas, y fue fecha válida de la serie CART. Originalmente tenía lugar en octubre. Entre 1995 y 2000 se disputó a principios de septiembre, y en 2002 y 2003 tuvo lugar en junio.
| 1960                                         | Stirling Moss                              | BRP                                        | Lotus 19-Climax                            |                                            |                                            |                                            |                                            |
| 1961                                         | Stirling Moss                              | UDT-Laystall                               | Lotus 19-Climax                            |                                            |                                            |                                            |                                            |
| 1962                                         | Roger Penske                               |                                            | Cooper T53-Climax                          |                                            |                                            |                                            |                                            |
| Fuera de campeonato (automóviles deportivos) |                                            |                                            |                                            |                                            |                                            |                                            |                                            |
| 1963                                         | Dave MacDonald                             | Shelby American                            | Shelby Cobra                               |                                            |                                            |                                            |                                            |
| 1964                                         | Roger Penske                               | Chaparral                                  | Chaparral 2A-Chevrolet                     |                                            |                                            |                                            |                                            |
| 1965                                         | Walt Hansgen                               | Mecom                                      | Lola T70-Ford                              |                                            |                                            |                                            |                                            |
| CanAm                                        |                                            |                                            |                                            |                                            |                                            |                                            |                                            |
| 1966                                         | Phil Hill                                  | Chaparral                                  | Chaparral 2E-Chevrolet                     |                                            |                                            |                                            |                                            |
| 1967                                         | Bruce McLaren                              | McLaren                                    | McLaren M6A-Chevrolet                      |                                            |                                            |                                            |                                            |
| 1968                                         | John Cannon                                | Cannon                                     | McLaren M1B-Chevrolet                      |                                            |                                            |                                            |                                            |
| 1969                                         | Bruce McLaren                              | McLaren                                    | McLaren M8B-Chevrolet                      |                                            |                                            |                                            |                                            |
| 1970                                         | Denny Hulme                                | McLaren                                    | McLaren M8D-Chevrolet                      |                                            |                                            |                                            |                                            |
| 1971                                         | Peter Revson                               | McLaren                                    | McLaren M8F-Chevrolet                      |                                            |                                            |                                            |                                            |
| 1972                                         | George Follmer                             | Penske                                     | Porsche 917/10                             |                                            |                                            |                                            |                                            |
| 1973                                         | Mark Donohue                               | Penske                                     | Porsche 917/30                             |                                            |                                            |                                            |                                            |
| Fórmula 5000                                 |                                            |                                            |                                            |                                            |                                            |                                            |                                            |
| 1974                                         | Brian Redman                               |                                            | Lola T332-Chevrolet                        |                                            |                                            |                                            |                                            |
| 1975                                         | Mario Andretti                             | Parnelli Jones                             | Lola T332-Chevrolet                        |                                            |                                            |                                            |                                            |
| Campeonato IMSA GT                           |                                            |                                            |                                            |                                            |                                            |                                            |                                            |
| 1976                                         | Jim Busby                                  | Busby                                      | Porsche 911                                |                                            |                                            |                                            |                                            |
| 1977                                         | David Hobbs                                | McLaren                                    | BMW Serie 3                                |                                            |                                            |                                            |                                            |
| CanAm                                        |                                            |                                            |                                            |                                            |                                            |                                            |                                            |
| 1978                                         | Al Holbert                                 | Hogan                                      | Lola T333CS-Chevrolet                      |                                            |                                            |                                            |                                            |
| 1979                                         | Bobby Rahal                                | U.S. Racing                                | Prophet-Chevrolet                          |                                            |                                            |                                            |                                            |
| 1980                                         | Al Unser                                   | Frisselle                                  | Frissbee-Chevrolet                         |                                            |                                            |                                            |                                            |
| 1981                                         | Teo Fabi                                   | Newman                                     | March 817-Chevrolet                        |                                            |                                            |                                            |                                            |
| 1982                                         | Al Unser Jr.                               | Galles                                     | Frissbee-Galles GR3-Chevrolet              |                                            |                                            |                                            |                                            |
| CART                                         |                                            |                                            |                                            |                                            |                                            |                                            |                                            |
| 1983                                         | Teo Fabi                                   | Forsythe                                   | March Cosworth                             |                                            |                                            |                                            |                                            |
| 1984                                         | Bobby Rahal                                | Truesports                                 | March Cosworth                             |                                            |                                            |                                            |                                            |
| 1985                                         | Bobby Rahal                                | Truesports                                 | March Cosworth                             |                                            |                                            |                                            |                                            |
| 1986                                         | Bobby Rahal                                | Truesports                                 | March Cosworth                             |                                            |                                            |                                            |                                            |
| 1987                                         | Bobby Rahal                                | Truesports                                 | Lola Cosworth                              |                                            |                                            |                                            |                                            |
| 1988                                         | Danny Sullivan                             | Penske                                     | Penske Chevrolet                           |                                            |                                            |                                            |                                            |
| 1989                                         | Rick Mears                                 | Penske                                     | Penske Chevrolet                           |                                            |                                            |                                            |                                            |
| 1990                                         | Danny Sullivan                             | Penske                                     | Penske Chevrolet                           |                                            |                                            |                                            |                                            |
| 1991                                         | Michael Andretti                           | Newman/Haas                                | Lola Chevrolet-Ilmor                       |                                            |                                            |                                            |                                            |
| 1992                                         | Michael Andretti                           | Newman/Haas                                | Lola Cosworth                              |                                            |                                            |                                            |                                            |
| 1993                                         | Paul Tracy                                 | Penske                                     | Penske Chevrolet-Ilmor                     |                                            |                                            |                                            |                                            |
| 1994                                         | Paul Tracy                                 | Penske                                     | Penske Ilmor                               |                                            |                                            |                                            |                                            |
| 1995                                         | Gil de Ferran                              | Hall                                       | Reynard Mercedes-Ilmor                     |                                            |                                            |                                            |                                            |
| 1996                                         | Alex Zanardi                               | Ganassi                                    | Reynard Honda                              |                                            |                                            |                                            |                                            |
| 1997                                         | Jimmy Vasser                               | Ganassi                                    | Reynard Honda                              |                                            |                                            |                                            |                                            |
| 1998                                         | Bryan Herta                                | Rahal                                      | Reynard Ford                               |                                            |                                            |                                            |                                            |
| 1999                                         | Bryan Herta                                | Rahal                                      | Reynard Ford                               |                                            |                                            |                                            |                                            |
| 2000                                         | Hélio Castroneves                          | Penske                                     | Reynard Honda                              |                                            |                                            |                                            |                                            |
| 2001                                         | Max Papis                                  | Rahal                                      | Lola Ford                                  |                                            |                                            |                                            |                                            |
| 2002                                         | Cristiano da Matta                         | Newman/Haas                                | Lola Toyota                                |                                            |                                            |                                            |                                            |
| 2003                                         | Patrick Carpentier                         | Forsythe                                   | Lola Cosworth                              |                                            |                                            |                                            |                                            |
| 2004                                         | Patrick Carpentier                         | Forsythe                                   | Lola Cosworth                              |                                            |                                            |                                            |                                            |
| IndyCar Series                               |                                            |                                            |                                            |                                            |                                            |                                            |                                            |
| 2019                                         | Colton Herta                               | Harding Steinbrenner                       | Dallara Honda                              |                                            |                                            |                                            |                                            |
| 2020                                         | Cancelado debido a la Pandemia de COVID-19 | Cancelado debido a la Pandemia de COVID-19 | Cancelado debido a la Pandemia de COVID-19 | Cancelado debido a la Pandemia de COVID-19 | Cancelado debido a la Pandemia de COVID-19 | Cancelado debido a la Pandemia de COVID-19 | Cancelado debido a la Pandemia de COVID-19 |
| 2021                                         | Colton Herta                               | Andretti Autosport                         | Dallara Honda                              |                                            |                                            |                                            |                                            |
| 2022                                         | Álex Palou                                 | Chip Ganassi Racing                        | Dallara Honda                              |                                            |                                            |                                            |                                            |
| 2023                                         | Scott Dixon                                | Chip Ganassi Racing                        | Dallara Honda                              |                                            |                                            |                                            |                                            |
| 2024                                         | Álex Palou                                 | Chip Ganassi Racing                        | Dallara Honda                              |                                            |                                            |                                            |                                            |
| 2025                                         | Álex Palou                                 | Chip Ganassi Racing                        | Dallara Honda                              |                                            |                                            |                                            |                                            |

## Monterey Sports Car Championships
"Monterey Sports Car Championships" (hasta 1987: "Monterey Triple Crown") es una carrera de sport prototipos y gran turismos que se disputa en Laguna Seca desde el año 1974 con varias interrupciones. Originalmente era una fecha del Campeonato IMSA GT, de 160 km de duración. Entre 1985 y 1987 duró 300 km, y la carrera se dejó de disputar. El Campeonato IMSA GT volvió a visitar Laguna Seca desde 1991 hasta 1994 (en julio), y luego nuevamente en 1997 y 1998 (en octubre), con duraciones de entre 105 y 150 minutos. En las dos ediciones finales, la carrera cada automóvil tuvo dos pilotos. En 1999, el heredero del Campeonato IMSA GT, la American Le Mans Series, continuó visitando anualmente Laguna Seca con una carrera de varios pilotos por automóvil en septiembre u octubre hasta 2009 y en mayo en 2010. La duración de la carrera pasó de 165 minutos en 1999 a 4 horas en 2004 y 6 horas en 2010.
| Año                         | Piloto                                   | Piloto                                   | Piloto                                   | Equipo                            | Automóvil                 |
| Campeonato IMSA GT          | Campeonato IMSA GT                       | Campeonato IMSA GT                       | Campeonato IMSA GT                       | Campeonato IMSA GT                | Campeonato IMSA GT        |
| --------------------------- | ---------------------------------------- | ---------------------------------------- | ---------------------------------------- | --------------------------------- | ------------------------- |
| 1974                        | Elliot Forbes-Robinson (primera carrera) | Elliot Forbes-Robinson (primera carrera) | Elliot Forbes-Robinson (primera carrera) | F.A.R. West                       | Porsche 911               |
| 1974                        | Milt Minter (segunda carrera)            | Milt Minter (segunda carrera)            | Milt Minter (segunda carrera)            | Toad Hall                         | Porsche 911 RSR           |
| 1975                        | Peter Gregg (primera carrera)            | Peter Gregg (primera carrera)            | Peter Gregg (primera carrera)            | Brumos Porsche                    | Porsche 911 RSR           |
| 1975                        | Hans-Joachim Stuck (segunda carrera)     | Hans-Joachim Stuck (segunda carrera)     | Hans-Joachim Stuck (segunda carrera)     | BMW                               | BMW 3.0 CSL               |
| 1976                        | Al Holbert                               | Al Holbert                               | Al Holbert                               | Holbert/Dickinson                 | Chevrolet Monza           |
| 1977                        | Danny Ongais                             | Danny Ongais                             | Danny Ongais                             | Interscope                        | Porsche 934               |
| 1978                        | George Follmer                           | George Follmer                           | George Follmer                           | Vasek Polak                       | Porsche 935/77A           |
| 1979                        | Peter Gregg                              | Peter Gregg                              | Peter Gregg                              | Brumos Porsche                    | Porsche 935/79            |
| 1980                        | John Fitzpatrick                         | John Fitzpatrick                         | John Fitzpatrick                         | Barbour                           | Porsche 935 K3            |
| 1981                        | Brian Redman                             | Brian Redman                             | Brian Redman                             | Cooke Woods/Garretson             | Lola T600-Chevrolet       |
| 1982                        | John Paul Jr.                            | John Paul Jr.                            | John Paul Jr.                            | Holbert                           | Lola T600-Chevrolet       |
| 1983                        | Al Holbert                               | Al Holbert                               | Al Holbert                               | Holbert                           | March 83G-Chevrolet       |
| 1984                        | Randy Lanier                             | Randy Lanier                             | Randy Lanier                             | Blue Thunder                      | March 83G-Chevrolet       |
| 1985                        | Al Holbert                               | Al Holbert                               | Al Holbert                               | Holbert                           | Porsche 962               |
| 1986                        | Klaus Ludwig                             | Klaus Ludwig                             | Klaus Ludwig                             | Zakspeed                          | Ford Mustang Probe GTP    |
| 1987                        | Klaus Ludwig                             | Klaus Ludwig                             | Klaus Ludwig                             | Bayside Disposal                  | Porsche 962               |
| 1988-1990                   | No se disputó.                           | No se disputó.                           | No se disputó.                           | No se disputó.                    | No se disputó.            |
| 1991                        | Davy Jones                               | Davy Jones                               | Davy Jones                               | Jaguar                            | Jaguar XJR-16             |
| 1992                        | Juan Manuel Fangio II                    | Juan Manuel Fangio II                    | Juan Manuel Fangio II                    | All American Racers               | Eagle Mk III-Toyota       |
| 1993                        | P. J. Jones                              | P. J. Jones                              | P. J. Jones                              | All American Racers               | Eagle Mk III-Toyota       |
| 1994                        | Andy Evans                               | Fermín Vélez                             | Fermín Vélez                             | Scandia                           | Ferrari 333 SP            |
| 1995-1996                   | No se disputó.                           | No se disputó.                           | No se disputó.                           | No se disputó.                    | No se disputó.            |
| 1997                        | John Paul Jr.                            | Butch Leitzinger                         | Butch Leitzinger                         | Dyson                             | Riley & Scott Mk III-Ford |
| 1998                        | Bill Auberlen                            | Didier de Radigues                       | Didier de Radigues                       | BMW                               | Riley & Scott Mk III-BMW  |
| American Le Mans Series     |                                          |                                          |                                          |                                   |                           |
| 1999                        | J. J. Lehto                              | Steve Soper                              | Steve Soper                              | BMW                               | BMW V12 LMR               |
| 2000                        | Rinaldo Capello                          | Allan McNish                             | Allan McNish                             | Audi Sport North America          | Audi R8 LMP               |
| 2001                        | Frank Biela                              | Emanuele Pirro                           | Emanuele Pirro                           | Audi Sport North America          | Audi R8 LMP               |
| 2002                        | Frank Biela                              | Emanuele Pirro                           | Emanuele Pirro                           | Audi Sport North America          | Audi R8 LMP               |
| 2003                        | Marco Werner                             | Frank Biela                              | Frank Biela                              | Joest                             | Audi R8 LMP               |
| 2004                        | Johnny Herbert                           | Pierre Kaffer                            | Pierre Kaffer                            | Champion                          | Audi R8 LMP               |
| 2005                        | Tom Chilton                              | Hayanari Shimoda                         | Hayanari Shimoda                         | Zytek                             | Zytek 04S                 |
| 2006                        | Allan McNish                             | Rinaldo Capello                          | Rinaldo Capello                          | Audi Sport North America          | Audi R10 TDI              |
| 2007                        | Allan McNish                             | Rinaldo Capello                          | Rinaldo Capello                          | Audi Sport North America          | Audi R10 TDI              |
| 2008                        | Marco Werner                             | Lucas Luhr                               | Lucas Luhr                               | Audi Sport North America          | Audi R10 TDI              |
| 2009                        | Gil de Ferran                            | Simon Pagenaud                           | Simon Pagenaud                           | De Ferran                         | Acura ARX-02a             |
| 2010                        | David Brabham                            | Simon Pagenaud                           | Marino Franchitti                        | Highcroft                         | HPD ARX-01C               |
| 2011                        | Adrián Fernández                         | Harold Primat                            | Stefan Mücke                             | Aston Martin                      | Lola-Aston Martin B09/60  |
| 2012                        | Klaus Graf                               | Lucas Luhr                               | Lucas Luhr                               | Pickett                           | HPD ARX-03a               |
| 2013                        | Klaus Graf                               | Lucas Luhr                               | Lucas Luhr                               | Pickett                           | HPD ARX-03a               |
| IMSA SportsCar Championship |                                          |                                          |                                          |                                   |                           |
| 2014 (PC, GTD)              | Renger van der Zande                     | Mirco Schultis                           | Mirco Schultis                           | Starworks                         | Oreca FLM09-Chevrolet     |
| 2014 (P, GTLM)              | Johannes van Overbeek                    | Ed Brown                                 | Ed Brown                                 | Extreme Speed                     | HPD ARX-03b               |
| 2015                        | Michael Valiante                         | Richard Westbrook                        | Richard Westbrook                        | Spirit of Daytona                 | Corvette DP               |
| 2016 (P, GTLM)              | Oswaldo Negri Jr.                        | John Pew                                 | John Pew                                 | Michael Shank with Curb-Agajanian | Ligier JS P2 Honda        |
| 2016 (PC, GTD)              | Robert Alon                              | Tom Kimber-Smith                         | Tom Kimber-Smith                         | PR1/Mathiasen                     | Oreca FLM09-Chevrolet     |
| 2017                        | Marc Goossens                            | Renger van der Zande                     | Renger van der Zande                     | Spirit of Daytona                 | Ligier JS P217            |
| 2018                        | Pipo Derani                              | Johannes van Overbeek                    | Johannes van Overbeek                    | Extreme Speed                     | Nissan Onroak DPi         |
| 2019                        | Dane Cameron                             | Juan Pablo Montoya                       | Juan Pablo Montoya                       | Penske                            | Acura ARX-05              |
| 2020                        | Hélio Castroneves                        | Ricky Taylor                             | Ricky Taylor                             | Penske                            | Acura ARX-05              |